# Callhyccoda mirei
Callhyccoda mirei là một loài bướm đêm trong họ Noctuidae.